# Jacob Aall Bonnevie
Jacob Aall Bonnevie, född den 21 december 1838 i Kristiania, död den 13 augusti 1904 i Linköping, var en norsk skolman och politiker. Jacob Aall Bonnevie var far till zooologen Kristine Bonnevie och socialpolitikern och juristen Carl Bonnevie.
Bonnevie blev 1872 chef för skolväsendet i Trondhjems stift. Han invaldes 1880 i Stortinget och ärbetade där i olika kommittéer och kommissioner för undervisningsväsendets modernisering. Han anslöt sig där till högern, och var 1889-91 undervisnings- och kyrkominister i Emil Stangs första ministär. Vid beslutet om den dagordning i Stortinget 1895, som var orsaken till tillkomsten av den sista blandade unionskommittén, spelade Bonnevie en framträdande roll. Han försök att bilda en koalitionsministär misslyckades, och 1897 lämnade Bonnevie den aktiva politiken.